# Palacio de Justicia del Condado de Lincoln (Wyoming)
El Palacio de Justicia del Condado de Lincoln es un palacio de justicia histórico en Kemmerer, el asiento de condado del condado de Lincoln, Wyoming (Estados Unidos). La arquitectura del palacio de justicia es una mezcla inusual de los estilos Beaux-Arts y Classical Revival. Construido en 1925, fue diseñado por la empresa de arquitectura Headlund & Watkins de Salt Lake City. Ubicado en la intersección de Sage Avenue y Garnet Street, el palacio de justicia incluye una cúpula alta y una fachada clásica, sostenida por grandes muros de ladrillo.

## Funciones
El palacio de justicia sigue funcionando hoy en día, albergando las oficinas de los comisionados del condado y oficinas como el asesor del condado, el secretario del condado, y el tesorero del condado. No todas las oficinas del condado utilizan el juzgado; por ejemplo, la oficina del alguacil está ubicada en otra calle. 

## Reconocimiento
Junto al palacio de justicia se encuentra el Monumento a los caídos en la guerra del condado de Lincoln. Dedicado el 1 de junio de 1990, el monumento rinde homenaje a los residentes del condado de Lincoln que murieron en la Primera Guerra Mundial, la Segunda Guerra Mundial y las guerras de Corea y Vietnam.
El 8 de noviembre de 1984, el palacio de justicia se agregó al Registro Nacional de Lugares Históricos. 